# Csángota-ér
A Csángota-ér a Marcal mellékpatakja. Bakonyszücs mellett ered, és Mórichida előtt folyik a Marcalba. Hossza: 33,2 kilométer, s több halastavat is táplál.

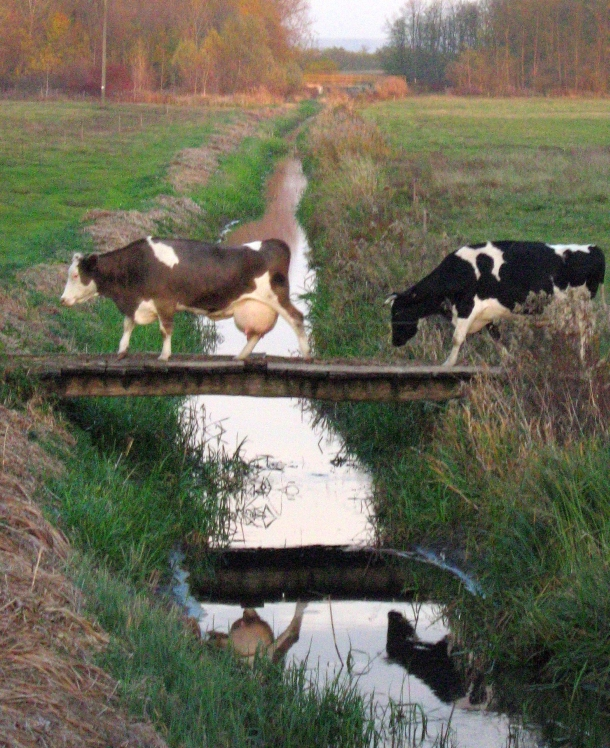
A Csángota Mórichidánál

## Történeti adatok
Osztrák térképészek készítették el az 1790-es években az első katonai felmérést a Csángota-érről. A dokumentumon jól látható az a szakasz a téti hídnál, ahol kisebb tóvá szélesedik az ér. Másik jól kivehető az a szakasza, amely Mórichidánál található, s ahol a torkolatvidék található. Itt több, mocsaras ágra szakad az ér.
A harmadik katonai felmérést az 1890-es években végezték. Sás Bach, Kánya-ér, Bakony-patak, Csángota-patak és Csángota-ér elnevezésekkel találkozhatunk.
Alább Móriczhidánál a Sokorói ér egyesül vele, mely Szücs mellett ered, Zsörk, Sz. Iván, Ságh, Lovász-Patona, Gyömörő és Téth mellett folyik el.

## Leírása
A Bakony peremén, Bakonyszücs mellett ered. Fák, erdős részek között folyik. Forrásától nem messze egy horgásztavat alakítottak ki. A horgásztó után már szabályozták a medret. Bakonyszentivánig továbbra is fák szegélyezik a medrét. Bakonyszentiván után szántóföldek, rétek között folyik tovább. A következő halastó Bakonyság alatt található, majd a legnagyobb halastó Lovászpatona után található. Egy rövidebb bokrosabb terület található Gyömöre után, majd az ez alatti részeken - egészen a torkolatig - már nem találhatóak fák, csak mocsári növények.